# عبد حمود
عبد حميد محمود خطاب الناصري (1956– 7 حزيران/يونيو 2012)، ويشتهر بإسم عبد حمود، ضابط عراقي تدرج بالرتب إلى أن أصبح برتبة فريق أول. أصبح الساعد الأيمن للرئيس العراقي صدام حسين وهو برتبة مقدم. يحتل المرتبة الرابعة والتي تحتوي على 55 اسماً في قائمة أعدتها القوات الأمريكية من أهم المطلوبين من القيادة العراقية إبّان حكم صدام حسين قبيل الغزو الأمريكي في أبريل 2003.

## حياته
يتمتع عبد الحميد محمود التكريتي بصلة قرابة بينه وبين الرئيس صدام حسين وتتصف هذه القرابة بالبعيدة، وكانت بدايته المهنية كأحد الحراس الشخصيين للرئيس العراقي صدام حسين حتى وصل به الحال ليكون الساعد الأيمن للرئيس صدام وسكرتيره الشخصي، ولعل من أهم واجباته أن يرى أن يطلع الرئيس العراقي على القضايا المهمة أولا بأول فقد كان صمام الأمان للرئيس العراقي ووصفه البعض على أنه الرجل الثالث في سلم الهرم العراقي إبان فترة صدام بل زعم البعض أنه الرجل الثاني في الدولة، ولعل من واجباته كسكرتير شخصي للرئيس أن ينظم لقاءات ومواعيد الرئيس، وفي 19 حزيران/يونيو 2003 تمكنت القوات الأمريكية من إلقاء القبض على الفريق عبد حمود وإيداعه السجن إلى حين محاكمته من قِبل المحكمة الجنائية العراقية الخاصة.

## محاكمته و اعدامه
وفي الثلاثاء، 26 تشرين الأول/أكتوبر 2010 أصدرت المحكمة حكما بالاعدام بحق عبد حميد محمود المسؤول عن الحماية الخاصة لصدام وأيضا حكما بالإعدام بحق طارق عزيز، نائب رئيس الوزراء ووزير الخارجية العراق الوزير السابق، و تم تنفيذ الحكم الاعدام شنقا بحقه 7 حيزران/ يونيو  2012

## روابط خارجية
- عبد حمود من موقع بي بي سي